# Hruškarje
Hruškarje je naselje u slovenskoj Općini Cerknici. Hruškarje se nalazi u pokrajini Notranjskoj i statističkoj regiji Notranjsko-kraškoj. 

## Stanovništvo
Prema popisu stanovništva iz 2002. godine naselje je imalo 56 stanovnika.